# Équipe du Monténégro espoirs de football
Maillots
L'équipe du Monténégro espoirs de football est une sélection de joueurs de moins de 21 ans monténégrins placée sous l'égide de la Fédération du Monténégro de football.

## Parcours au Championnat d'Europe de football espoirs
- 2007 : Non qualifié
- 2009 : Non qualifié
- 2011 : Non qualifié
- 2013 : Non qualifié
- 2015 : Non qualifié
- 2017 : Non qualifié
- 2019 : Non qualifié
- 2021 : Non qualifié
- 2023 : Non qualifié